# Julien Brellier
Julien Brellier est un footballeur français né le 10 janvier 1982 à Échirolles, banlieue sud de Grenoble. Il est milieu défensif.

## Biographie
Son contrat aux Hearts s'est terminé en juin 2007 et il a signé pour Norwich City le 3 juillet 2007 pour une durée de deux ans. 
En 2008, il a signé un contrat avec le FC Sion jusqu'en juin 2011.
Le Français retrouve son pays natal fin 2010 en rejoignant l’AC Seyssinet (7e division). Après une saison dans ce club, il rejoint l'AS Fabrèguoise où il évolue pendant deux ans avant de signer au Noyarey FC où son frère est capitaine de l'équipe.

## Carrière de joueur
- 1995-2000 : Montpellier HSC
- 2000-2001 : Inter Milan
- 2001-2002 : AC Citta di Lecco
- 2002-2003 : AC Legnano
- 2003-2004 : Venezia Calcio
- 2004-2005 : Salernitana Sport
- 2005-2007 : Heart of Midlothian
- 2007-2008 : Norwich City
- 2008-2010 : FC Sion
- 2010-2011 : AC Seyssinet[3]

## Palmarès
- Vainqueur de la Coupe d'Écosse en 2006
- Vainqueur de la Coupe de Suisse en 2009